# آرثر جونز (قسيس)
آرثر جونز (بالإنجليزية: Arthur Jones)‏ هو قسيس أسترالي، ولد في 11 ديسمبر 1934.